# 역사지도
역사지도(歷史地圖)는 예전 시대의 지리적 상태를 복원한 지도이다. 그 시대에 만들어진 것이 아니며, 역사 자료를 이용해서 근현대에 만들어진다.